# 이르빙 살라디노
이르빙 하이르 살리디노 아란다(스페인어: Irving Jahir Saladino Aranda, 1983년 1월 23일~)는 파나마의 육상 선수로 주 종목은 멀리뛰기이다. 2008년 하계 올림픽에서 남자 멀리뛰기 금메달을 획득했으며,  파나마의 최초이자 유일한 올림픽 금메달리스트이다.

## 경력
살리디노는 콜론에서 태어났다. 2006년 3월 러시아 모스크바에서 열린 2006년 세계 실내 선수권 대회에서 8.29m의 기록으로 남아메리카 실내 기록을 갱신하였고 가나의 이그니셔스 가이사의 뒤를 이어 은메달을 획득했다. 그해에 열린 골든 리그 6번 중에 오슬로, 로마, 취리히, 브뤼셀, 베를린에서 열린 대회에서 우승하였다. 같은 해에 5월에는 브라질 리우데자네이루에서 열린 리우 그랑프리에서 8.56m 기록으로 남아메리카 기록을 갱신했다.
2007년 5월 네덜란드 헹엘로에서 열린 FBK 게임에서 세계 시즌 기록인 8.53m를 기록했다. 같은 해 7월 브라질 리우데자네이루에서 열린 2007년 팬아메리칸 게임에 참가했다. 그는 개막식에서 기수로 참여했으며, 대회 본선에서 8.28m의 기록으로 쿠바의 윌프레도 마르티네스와 미국의 배시어 램지를 누르고 금메달을 획득했다. 이후 8월에는 일본 오사카에서 열린 2007년 세계 육상 선수권 대회에서 우승을 차지하는 성과를 이뤄냈다. 그는 1차 시기에서 8.30m를 기록했고, 2차 시기에는 8.46m로 기록을 올렸다. 이후 마지막 시도에서 8.57m를 기록하면서 이탈리아의 앤드루 하우와 2004년 하계 올림픽 우승자인 미국의 드와이트 필립스를 누르면서 금메달을 획득했다. 
2008년 5월 헹엘로 FBK 게임 1차 시기에서 8.73m를 기록하면서 개인 기록을 갱신했다. 같은 해 8월에는 중국 베이징에서 열린 2008년 하계 올림픽에 참가하였다. 그는 8.34m의 기록으로 남아프리카 공화국의 코초 모코에나와 쿠바의 이브라임 카메호를 꺾으며 금메달을 획득했다. 이는 1948년 하계 올림픽에서 동메달을 획득한 로이드 라바치 이후 파나마 선수가 획득한 올림픽 메달이며, 파나마 역사상 최초의 올림픽 금메달이다.
살라디노는 올림픽 금메달 획득 후 파나마의 국민 영웅이 되었다. 파나마의 정부 부처와 학교들이 파나마시티에서 열린 살리디노 환영식을 위해 휴무를 단행했다. 이 환영식에서 수천명이 살라디노의 우승을 축하했으며, 파나마의 전설적 권투 선수 로베르토 두란이 다시 한번 살라디노에게 올림픽 금메달을 수여하는 행사를 선보이기도 했다. 파나마 대통령인 마르틴 토리호스는 파나마시티 후안디아스의 스포츠 클럽인 비야 데포르티바의 시설명을 살라디노로 명명했으며, 5만 달러의 수표를 포상금으로 지급했다. 이 행사에서 가수 루벤 블라데스는 노래 "모국(Partia)"을 불렀다.
2012년 하계 올림픽 개막식에서 파나마 선수단의 기수를 맡았으며, 대회에서는 결선 진출에 실패했다.